# دومینیک ورلینگ
دومینیک ورلینگ (انگلیسی: Dominik Werling؛ زادهٔ ۱۳ دسامبر ۱۹۸۲) بازیکن فوتبال اهل آلمان است.
از باشگاه‌هایی که در آن بازی کرده‌است می‌توان به باشگاه فوتبال بارنزلی، باشگاه فوتبال هادرزفیلد تاون، باشگاه فوتبال یونیون برلین، باشگاه ورزشی ساکاریاسپور، باشگاه فوتبال آرمینیا بیله‌فلد، باشگاه فوتبال دارلینگتون، باشگاه فوتبال هرفورد یونایتد، و باشگاه فوتبال ارتسگبیرگ آئو اشاره کرد.